# Statek widmo (film 2002)
Statek widmo (ang. Ghost Ship) – amerykańsko-australijski film fabularny (horror), zrealizowany według powieści Marka Hanlona. Jednym z producentów projektu jest Robert Zemeckis, twórca kultowych filmów grozy, takich jak Co kryje prawda (2000). W głównych rolach obsadzono młodych, dobrze zapowiadających się aktorów: Julianna Margulies, Desmonda Harrigtona, Karla Urbana i Isaiaha Washingtona.

## Fabuła
Arctic Warrior to holownik, którego załoga specjalizuje się w odnajdywaniu zaginionych statków. Teraz dowodzeni przez kap. Murphy’ego młodzi ludzie mają za zadanie odnaleźć zaginiony w latach sześćdziesiątych statek Antonia Graza, który kapitan Jack Ferriman zauważył samotnie dryfujący u wybrzeży Alaski. Podczas przeszukiwań pasażerskiego liniowca, załoga staje się świadkami niewytłumaczalnych zdarzeń...

## Obsada
- Julianna Margulies – Maureen Epps
- Gabriel Byrne – kpt. Sean Murphy
- Desmond Harrington – Jack Ferriman
- Ron Eldard – Dodge
- Isaiah Washington – Greer
- Alex Dimitriades – Santos
- Karl Urban – Munder
- Emily Browning – Katie
- Francesca Rettondini – Francesca